# Hugo Ayala
Hugo Ayala Castro (Morelia, 31 maart 1987) is een Mexicaanse voetballer die doorgaans als verdediger speelt. Hij verruilde Atlas in juli 2010 voor Tigres UANL. Ayala debuteerde in 2009 in het Mexicaans voetbalelftal .

## Carrière
Ayala stroomde in 2002 door vanuit de jeugd van Atlas. Hiervoor speelde hij meer dan tachtig wedstrijden in de Primera División voor hij in juli 2010 overstapte naar Tigres UANL. Ayala werd ook hier meteen basisspeler. Hij maakte in die hoedanigheid deel uit van het team waarmee Tigres voor het eerst in dertig jaar landskampioen werd door de Apertura van 2011 te winnen. Diezelfde titel schreef hij in 2015, 2016 en 2017 opnieuw op zijn naam met Tigres. In zowel 2016 als 2017 wonnen zijn ploeggenoten en hij daarna ook de wedstrijd om de Campeón de Campeones, tegen de winnaar van de Clausura dat seizoen. Ayala speelde op 29 mei 2017 zijn 250e competitiewedstrijd voor Tigres, uit tegen Chivas Guadalajara.

## Interlandcarrière
Ayala debuteerde op 12 maart 2009 in het Mexicaans voetbalelftal , tijdens een met 5–1 gewonnen oefenwedstrijd in eigen huis tegen Bolivia. Hij maakte deel uit van de Mexciaanse ploeg op onder meer de Copa América 2015 en de Gold Cup 2017. Hij droeg op het laatstgenoemde toernooi in vier van de vijf wedstrijden die Mexico speelde de aanvoerdersband. Ayala kwam op 1 februari 2018 voor het eerst tot scoren in een interland. Hij maakte die dag het enige doelpunt van de wedstrijd in een met 1–0 gewonnen oefeninterland thuis tegen Bosnië en Herzegovina.

## Erelijst
UANL
- Liga MX: Apertura 2011, Apertura 2015, Apertura 2016, Apertura 2017, Clausura 2019
- Copa MX: Clausura 2014
- Campeón de Campeones: 2016, 2017, 2018
- CONCACAF Champions League: 2020
- Campeones Cup: 2018

Individueel
- Liga MX Beste Nieuwkomer: Clausura 2007
- Liga MX Beste Centrale Verdediger: Apertura 2011
- Liga MX Beste Verdediger: 2017/18
- Liga MX Best XI: Apertura 2015, Apertura 2017, Clausura 2019
- CONCACAF Best XI: 2018
- CONCACAF Champions League Team van het Toernooi: 2020

1 Guzmán ·
2 Jiménez ·
3 Juninho  ·
4 Ayala ·
5 Carioca ·
6 Torres Nilo ·
8 Zelarayán ·
9 Vargas ·
10 Gignac ·
13 Valencia ·
14 Estrada ·
15 Kolodziejczak ·
16 R. Torres ·
17 J.F. Torres ·
18 Sosa ·
19 Vásquez ·
20 Aquino ·
21 Meza ·
23 Díaz ·
24 Cruz ·
25 Damm ·
26 Celaya ·
27 Acosta ·
28 Rodríguez ·
29 Dueñas ·
30 Ortega ·
31 Martínez ·
32 Ibarra ·
33 Quintanilla ·
35 Durán ·
36 Fernández ·
Coach: Ferretti
1 J. J. Corona ·
2 Ayala ·
3 Salcedo ·
4 Márquez ·
5 Gutiérrez ·
6 J.  Dos Santos ·
7 Layún ·
8 Fabián ·
9 Jiménez ·
10 G.  Dos Santos ·
11 Vela ·
12 Talavera ·
13 Ochoa ·
14 Hernández ·
15 Moreno ·
16 Herrera ·
17 J. M. Corona ·
18 Guardado  ·
19 Peralta ·
20 Aquino ·
21 Álvarez ·
22 Lozano ·
23 Gallardo ·
Coach: Osorio